# Leonardo de Noblat
Leonardo de Noblat fue un legendario noble franco que se dice que vivió en la corte de Clodoveo I. Su vida se conoce solo a través de la tradición oral, transmitida por una biografía muy tardía.

## Hagiografía
Según su biografía, escrita en el siglo XI, Leonardo fue convertido al cristianismo por San Remigio en 496, al mismo tiempo que Clodoveo I. Leonardo le pidió a Clodoveo que le concediera personalmente el derecho a visitar y posiblemente liberar a los prisioneros que consideraba dignos de ser convertidos, y eso en cualquier momento.
Así fue como Leonardo liberó a un gran número de prisioneros y se convirtió en su santo patrón.
Habiendo rechazado el episcopado al que el rey de los francos quería elevarlo, entró en la abadía de Saint-Mesmin de Micy cerca de Orleans, dirigido por san Maximin o Mesmin.
Aún según su leyenda, luego se convirtió en ermitaño en los bosques de Limosín, donde fue seguido por un gran número de discípulos. Rezó para que la esposa del rey de los francos diera a luz a un hijo varón, lo que sucedió. Como recompensa, recibió un terreno en Nobiliacum (Noblat), donde fundó una abadía. A su alrededor se estableció un pueblo, que recibió más tarde el nombre de Saint-Léonard-de-Noblat.
Los presos que lo invocaban desde lo más profundo de sus cárceles vieron cómo se rompían las cadenas. Luego se le unieron, le llevaron los grilletes rotos y se los ofrecieron en homenaje. Muchos se quedaron con él, trabajando en el bosque y en los campos, recuperando así una vida honesta.

## Veneración y culto

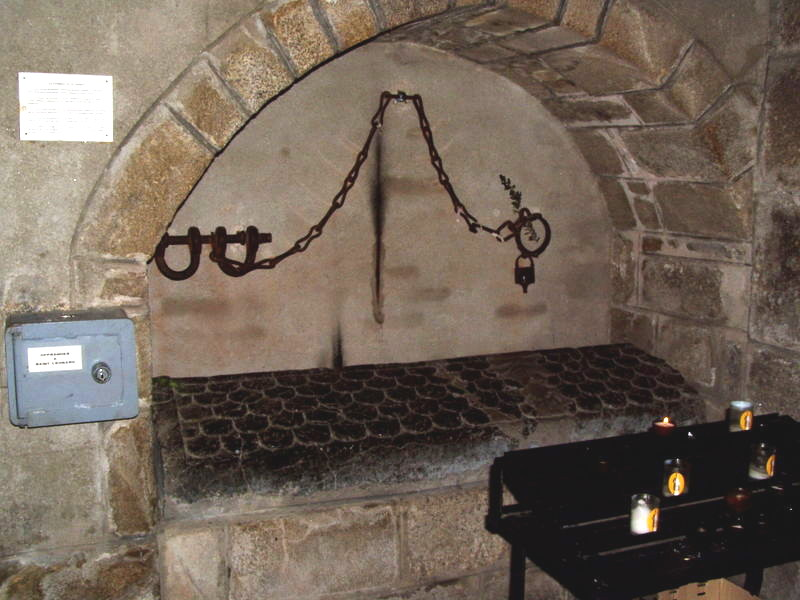
La tumba de san Leonardo

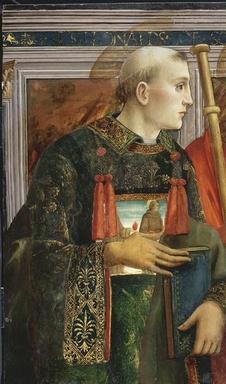
San Leonardo por el maestro de Santo Spirito.

Blasón de San Leonardo de Noblat

No se menciona a este personaje antes del siglo XI. La primera mención se remonta a 1028, en la Crónica de Adémar de Chabannes y en la correspondencia del obispo de Chartres Fulbert. De la Crónica, podemos deducir que fue Jourdain de Laron, antiguo rector de Saint-Léonard, obispo de Limoges de 1023 a 1051, quien fue el inventor del culto de san Leonardo y tuvo una Vita de san Leonardo. Su fama se extendió desde finales del siglo XI con la llegada de famosos peregrinos: Gaucher d'Aureil, originario de Vexin, hacia 1080, fundador de un capítulo canónico cerca de Saint-Léonard, los venecianos Marc y Sébastien, fundadores de la Orden de Artige hacia 1105, Walram von Naumburg, obispo de Naumburg desde 1091 a 1111, en Sajonia, quien difundió el culto de san Leonardo en los países germánicos. Pero es del relato de la milagrosa liberación de Bohemundo de Tarento, en 1103, que atribuye a san Leonardo que se establecerá la notoriedad del santo. A su regreso, Bohemundo fue a visitar la abadía de Noblat, a la que hizo importantes ofrendas.
Al mismo tiempo, la abadía de Noblat se convirtió en una importante escala en el Camino de Santiago y el culto a San Leonardo de Noblat se extendió por Europa occidental, hasta Inglaterra, España, Suiza, Italia y Polonia. Los fieles pidieron su intercesión por la liberación de los prisioneros, la liberación de las mujeres en el parto y las enfermedades del ganado.
El escudo de armas de la ciudad de Saint-Léonard-de-Noblat, en Limosín, lleva los grilletes de los prisioneros liberados por las oraciones de san Leonardo. El artista Jean-Joseph Sanfourche, miembro de la hermandad de Saint-Léonard, tenía vocación de honrar a Saint Léonard
Fue a través de su veneración de las reliquias de Leonardo que Ana de Austria quedó embarazada y posteriormente dio a luz al futuro Luis XIV de Francia.

## Interpretación
Según el historiador francés Patrice Lajoye, los primeros santos que llevaban el nombre de Leonardo y representados con cadenas sólo continúan, en forma cristianizada, el culto dedicado a la deidad celta Lug.